# Txantrea
Txantrea (en castellà Chantrea) és un barri de la ciutat de Pamplona, capital de la Comunitat Foral de Navarra. Té una població de 20.785 habitants (cens de 2008). Limita al nord amb Antsoain i Ezkaba, al sud amb el Nucli Antic a l'oest amb el riu Arga, a l'est amb la Magdalena i a l'oest amb Burlada. Aquest barri és conegut pel seu caràcter popular i reivindicatiu. La paraula "auzolan" (treball de barri, o entre veïns en basc) hi té molt significat, ja que va ser construït amb la mà d'obra dels veïns. Està situat al nord del nucli antic de Pamplona, entre el riu Arga, que forma diversos meandres donant origen a les hortes d'Aranzadi i Magdalena, i la faldilla de l'Ezcaba, abans San Cristóbal.

## Origen del nom
El terme Txantrea prové de Xantre, que era la dignitat exercida per un canonge de la catedral que estava càrrec de dirigir el cor. Els terrenys on es van edificar el barri van pertànyer a la catedral i per això se li va posar el nom de Txantrea.
Avui dia el nom més generalitzat és el nom en basc: Txantrea. Per si no n'hi hagués prou, el barri té unes cases característiques (construïdes per la gent del barri en l'època del franquisme). Molts ho denominen com a poble, en comptes de barri, ja que el sentiment que té la gent que viu en ell, que és més típica d'un poble.

## Les festes
Les festes del barri comencen a la fi d'abril i acaben a principis de maig. L'any 2013 van començar el dia 30 d'abril i van acabar el 5 de maig. L'últim dissabte de festes es fa un menjar en "Alemanys", per quadrilles, "calderetes"; i l'últim diumenge, normalment últim dia de festes, a la plaça de la Txantrea, "paellada".
El cap de setmana anterior al fet que comencin les festes els txantreanos s'ajunten per repartir per totes les cases del barri el programa de festes (d'aquesta manera, recapten diners -la voluntat que cadascun vulgui donar quan rep el programa- per preparar i finançar les festes). Si no, el programa, també es pot aconseguir en qualsevol comerç del barri -aquest també per la voluntat-.

## Història

### Construcció
En un context es va produir una forta emigració (coneguda com a èxode rural) cap a les zones urbanes, això implicaria una falta important d'habitatges, que va portar al llavors Ministeri de l'Habitatge a adoptar mesures especials. Entre aquestes es trobaria la de proporcionar mitjançant patronats la creació de zones que esmorteïssin aquesta demanda, així com el creixent descontentament social.
El barri de Txantrea va ser construït als anys 1950 del segle xx pel Patronat Francisco Franco. En la seva primera fase la mà d'obra la van aportar els que després serien els inquilins i el Patronat va estimar el preu dels habitatges adjudicats en un total de 47.840 pessetes de l'import de la qual va descomptar la mà d'obra aportada pels treballadors, estimada en 13.840 pessetes segons pressupost de l'Instituto Nacional de la Vivenda (Institut nacional de l'Habitació), el que corresponia al 31% de les 44.000 pessetes fixades per aquest organisme. Es va fixar una amortització mensual de 95 pessetes durant 20 anys amb una quota addicional de 3,98 pessetes revisable en previsió de futures variacions per «diversos conceptes».
Els beneficiaris van començar a prendre possessió del seu habitatge el 18 de juliol de 1952 segons clàusules establertes per l'esmentat patronat. Aquests habitatges disposaven d'un petit hort i una baixada destinada a galliner.
Aquesta primera fase composta per uns 300 habitatges, tenia uns locals destinats al cap de Joventuts, Llar del Productor, la denominada Casa Bressols o guarderia, a més de farmàcia, peixateria, carnisseria i altres petites tendes d'alimentació, merceria, etc. Es va construir la Parròquia de San José i el seu centre parroquial amb sala de cinema i despatx parroquial, escola de les Mares Salesianes i casa parroquial.

### Creixement del barri
Després d'acabar el nucli antic en resposta a la demanda es van ampliar diversos carrers i començarien les obres de les Orvinas i la Cooperativa Santa Teresa, així fins a anar aconseguint el barri el seu aspecte actual.
El creixement de població va obligar a construir una nova parròquia (Parròquia de Santiago). Aquesta parròquia va conèixer un important impuls en la seva vida social creant, entre diverses activitats, la Coral de Santiago, qui va tenir la seva primera actuació multitudinària en la processó a Sant Fermín de 1977, amb la seva famosa "Jota ofrenda a San Fermín" i que avui dia malgrat estar dissolta, es reuneix tots els 7 de juliol per cantar al sant.
La plaça Ezkaba, sorgida d'aquestes edificacions, tindrà gran rellevància en la vida social d'aquest barri. Simultàniament, es veu la necessitat de crear una nova parròquia i, per decret arquebisbal, es crea la nova parròquia de San Cristóbal que es caracteritzaria pel compromís amb les lluites de la classe obrera i el desig de promoció cultural del barri.

### Orvinas
Les Orvinas (terme procedent d'Organització d'Habitatges de Navarra) van ser construccions d'edificis que es van fer per petites agrupacions. Cap a l'any 1968 es veu acabada la 1a agrupació d'Orvina. L'any 1970, en un solar que era ocupat per dues cases de pagesos i el convent de Sant Antonio, es comença a construir la 2a Agrupació Orvina, amb un estil d'alts edificis o torres. Aleshores 1.200 famílies ja havien comprat els edificis en construcció. En 1972 comença a construir-se la 3a Agrupació Orvina, que es conclou en 1974, amb un estil d'habitatges similar al de la 2a. Els edificis van ser innovadors perquè van ser construïts amb una façana de panells de formigó prefabricat amb càmera i aïllament de poliuretà.

### Transició
El 1974 l'Ajuntament va aprovar el Pla d'Alemanys per a la construcció de 1.170 habitatges, que no reunia les mínimes condicions de respecte a l'entorn i equipament social. Va tenir variades versions com una exposició, assemblea, recollida de signatures, festes reivindicatives. Es va retardar fins a la seva final aprovació en 1994.
Amb la mort recent de Franco i en un panorama sociopolític incert i un moviment obrer en auge, les reivindicacions giraven entorn de demandes veïnals, a protestes laborals i també a reivindicacions polítiques. Va ser en aquesta època quan van tenir un important paper les Associacions de Veïns.
Les Associacions de Veïns van sorgir en la dècada de 1970 i actuaven en la clandestinitat. Estaven formats per membres de diferents partits i associacions d'esquerra i la seva activitat girava en els problemes socials i laborals de l'època.
En 1975 es constitueix l'Associació de Veïns Txantrea, que va haver de superar nombrosos obstacles fins a aconseguir la seva legalització.
Les Associacions de Veïns es van estendre per tots els barris de Pamplona i van començar a coordinar-se entre si. A mitjan dècada de 1980, sorgeix l'Associació de Veïns Ezkaba, malgrat que ja feia anys que l'Associació de Pares García Galdeano assumia la dinamització social d'Orvina.

## Un barri"conflictiu"
Durant la dècada de 1980 els conflictes polítics existents van portar al barri a ser considerat barri conflictiu. Eren habituals les manifestacions, els enfrontaments amb la policia, les barricades, les detencions i empresonaments. Per això, el grup de rock Barricada va dedicar al barri una cançó titulada "Barrio Conflictivo".
Des dels seus primers anys de vida fins a l'actualitat, la Txantrea ha existit una gran activitat social i cultural, un treball de desenes de col·lectius i veïns que han anat construint el barri que existeix avui dia.

## Personatges famosos
- Enrique Villareal Armendariz, El Drogas, cantant del grup Barricada.
- Kako (Sergio Iribarren), cantant del grup Banda Batxoki (En basca seria "batzoki" però les sigles per la qual es coneix el barri amb: "TX" i per això van canviar la forma d'escriure-ho)
- Mikel Idoate, pilotari.
- Iker Muniain, futbolista.
- Gorka Iraizoz, futbolista.
- Borja Ekiza, futbolista.

## Resultats electorals
Resultats electorals a les eleccions municipals de 2007:
| Candidatura | Vots   | %    |
| ----------- | ------ | ---- |
| NaBai       | 3.284  | 31,8 |
| UPN         | 2.851  | 27,6 |
| PSN         | 2.000  | 19,4 |
| EAE-ANV     | 1.320  | 12,8 |
| IUN-NEB     | 538    | 5,2  |
| Altres      | 319    | 3,1  |
| Suma        | 10.312 | 100  |

## Comunicacions
Línies del Transport Urbà Comarcal que comuniquen el barri amb la resta de la ciutat i la Conca de Pamplona.
| Línia    | Trajecte                                                    | Horari        | Freqüència |
| -------- | ----------------------------------------------------------- | ------------- | ---------- |
| Línia 3  | Circular Oeste – Centro Antsoain                            | 06:29 - 22:21 | 10´        |
| Línia 5  | Orvina 3 - Universitat de Navarra                           | 06:30 - 22:15 | 15´        |
| Línia 7  | Villaga- Txantrea-Barañain                                  | 06:25 - 22:30 | 10-12´     |
| Línia 11 | Ezkaba-Edificio El Sario – C.C. Galaria – P. Mutilva        | 06:35 - 22:25 | 15´        |
| Línia 21 | Circular Oeste – Centro Antsoain                            | 06:30 - 22:26 | 10´        |
| Línia N7 | Ps. Sarasate – San Jorge – Txantrea – Cl. Cortes de Navarra | 23:00 - 0:10  | 35´        |